# Sollefteå GIF
Sollefteå GIF är en idrottsförening i Sollefteå i Sverige, som grundades 1898. Klubben har sektioner inom fotboll och backhoppning. Klubbens herrlag i fotboll har spelat tre säsonger i Sveriges näst högsta division i fotboll.  mellan 1954 och 1961.